# Nikola Radulović
Nikola Radulović (Zagreb, República Socialista de Croacia, RFS Yugoslavia, 26 de abril de 1973) es un exjugador de baloncesto con doble nacionalidad italiana  y croata. Con 2.07 metros de estatura, jugaba en el puesto de ala-pívot. Fue internacional con la selección de Italia.

## Carrera
- 1996-1997  Olimpia de Osijek  Croacia
- 1997-1998  Croatia Line Rijeka  Croacia
- 1998-1999  Cibona de Zagreb  Croacia
- 1998-1999  Sibenik  Croacia
- 1999-2000  Emlakbank Ortakoy  Turquía
- 1999-2000  Sporting de Atenas  Grecia
- 2000-2001  Record Nápoles  Italia
- 2001-2002  ASVEL  Francia
- 2002-2004  DKV Joventut  España
- 2004-2006  Fórum Valladolid  España
- 2006-2007  Azovmash Mariupol  Ucrania
- 2006-2009  Air Avellino  Italia
- 2009-2010  Enel Brindisi  Italia
- 2010-2012  Scafati Basket  Italia

## Palmarés
- Medalla de bronce Eurobasket 2003
- Copa de Italia con el Air Avellino.
- Pro A con el ASVEL Basket (2002)